# Stiptanthus
Stiptanthus é um género botânico pertencente à família Lamiaceae.

## Espécie
Stiptanthus polystachyus

## Nome e referências
Stiptanthus Briq.